# Batalla de La Tremblaye
La batalla de La Tremblaye va tenir lloc el 15 d'octubre de 1793, durant la guerra de Vendée. Els republicans guanyen i s'apoderen de la ciutat de Cholet.

## Preludi
L'exèrcit de Mainz, va continuar avançant i va calar foc a tot el que estava al seu pas. El 13 d'octubre va capturar Clisson i després Tiffauges i Torfou el 14 d'octubre. El 13 d'octubre, Royrand i els 3.000 homes de l'exèrcit del centre, rebutjats per la divisió Luçon del general Bard, que comptava amb 3.500 soldats forts que havien calat foc a Les Herbiers i La Verrie, es van refugiar a Mortagne.
No obstant això, els generals de la Vendée van decidir evacuar aquesta ciutat, tornar a caure sobre Cholet i enviar l'artilleria a Beaupréau. L'ordre es va dur a terme ràpidament, el 15 d'octubre les tropes del general Kléber van entrar a Mortagne que van trobar abandonades, a excepció de 1.500 presoners republicans que els vendeans havien oblidat a les seves cel·les.
Per la seva banda, el general Alexis Chalbos havia reformat les seves tropes a Bressuire i va reprendre la seva marxa. Els tres exèrcits republicans van confluir cap a Cholet, on semblava que es jugava la batalla decisiva.

## La batalla
D'Elbée, Lescure, Bonchamps i Royrand van desplegar les seves tropes a Saint-Christophe-du-Bois. D'Elbée havia enviat una carta a Charette demanant-li que prengués els republicans al revés, però no havia rebut cap resposta.
El 15 d'octubre, les tropes de l'exèrcit de Mainz, i la divisió de Luçon van atacar prop del castell de La Tremblaye, al sud-oest de Cholet. No obstant això, Lescure va aconseguir empènyer la divisió de Luçon, esgotada per diversos dies de marxa. El general Bard, ferit, va haver de ser substituït pel seu lloctinent, l'ajudant-general Marceau. Però Beaupuy va arribar després com a reforç i va empènyer els Vendéens. Lescure estava ocupat reunint els seus homes quan una bala el va colpejar al cap i el va ferir greument. Això va completar la desmoralització dels vendéens que van creure el seu general mort i van tornar a caure sobre Cholet.

## Conseqüències
Al vespre, el consell de Vendée es reuneix a Cholet mentre els soldats republicans acampaven davant de la ciutat. Els generals volien defensar el lloc, però les tropes no tenien munició, artilleria i el pols a Beaupréau amb el general Marigny era molr arriscat. Per tant, Antoine-Philippe de La Trémoïlle (príncep de Talmont), general de cavalleria, era l'encarregat d'aconseguir aquestes municions, però a les quatre de la matinada encara no havia tornat.
Finalment, els generals de Vendée van haver de resoldre evacuar Cholet i tornar a caure sobre Beaupréau, deixant la ciutat als republicans.
Segons les Memòries de Kléber, els republicans van perdre més de 500 homes contra 1.200 a 1.500 morts per als Vendéens.